# Rhinoliparus lanyuensis
Espèce
Synonymes
- Argyrodes lanyuensis Yoshida, Tso & Severinghaus, 1998

Rhinoliparus lanyuensis est une espèce d'araignées aranéomorphes de la famille des Theridiidae.

## Distribution
Cette espèce est endémique de Taïwan. Elle se rencontre sur Lanyu.

## Description
Le mâle holotype mesure 3,47 mm et la femelle paratype 2,58 mm.

## Systématique et taxinomie
Cette espèce a été décrite sous le protonyme Argyrodes lanyuensis par Yoshida, Tso et Severinghaus en 1998. Elle est placée dans le genre Rhinoliparus par Vanuytven, Jocqué et Deeleman-Reinhold en 2024.

## Étymologie
Son nom d'espèce, composé de lanyu et du suffixe latin -ensis, « qui vit dans, qui habite », lui a été donné en référence au lieu de sa découverte, Lanyu.

## Publications originales
- Yoshida, Tso & Severinghaus, 1998 : « Description of a new species of the genus Argyrodes (Araneae: Theridiidae) from Orchid Island, Taiwan, with notes on its ecology and behavior. » Acta Arachnologica vol. 47, no 1, p. 1-5.